# هنريك صمويل نيبرج
هنريك صمويل نيبرج (بالسويدية: H.S. Nyberg)‏ ( 1306 - 1394 هـ / 1889 - 1974 م ) هو مستشرق سويدي.
من آثاره شر كتاب عن محيي الدين ابن عربي، وآخر عن المعتزلة.